# Amos H. Radcliffe

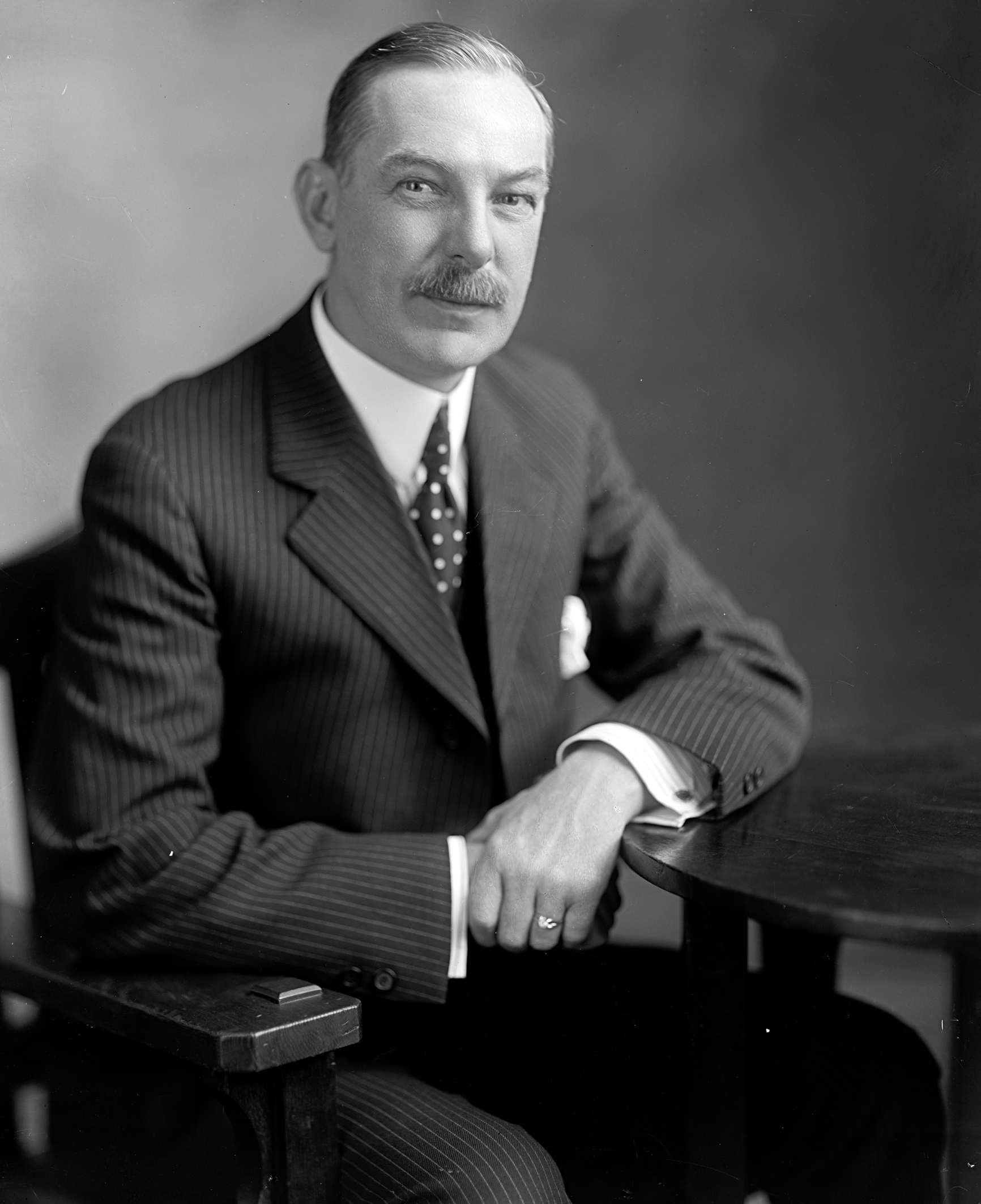
Amos H. Radcliffe

Amos Henry Radcliffe (* 16. Januar 1870 in Paterson,  New Jersey; † 29. Dezember 1950 in Baleville, New Jersey) war ein US-amerikanischer Politiker. Zwischen 1919 und 1923 vertrat er den Bundesstaat New Jersey im US-Repräsentantenhaus.

## Leben
Amos Radcliffe besuchte die öffentlichen Schulen seiner Heimat und danach die New York Trade School. Danach machte er eine Lehre als Schmied und arbeitete später in der Eisenverarbeitung. Zwischen 1888 und 1893 war er Feldwebel in der Nationalgarde von New Jersey. Seit 1896 arbeitete er für die Firma James Radcliffe & Sons Co., die seinem Vater gehörte und in der Eisenbranche angesiedelt war. Bis 1907 stieg er zu deren Sekretär auf. Gleichzeitig begann er als Mitglied der Republikanischen Partei eine politische Laufbahn. Zwischen 1907 und 1912 saß er als Abgeordneter in der New Jersey General Assembly. In den Jahren 1910, 1911 und 1912 war er Delegierter zu den regionalen republikanischen Parteitagen in New Jersey. Von 1912 bis 1915 war Radcliffe als Sheriff Polizeichef im Passaic County; von 1914 bis 1919 fungierte er dort als Jagd- und Fischereibeauftragter. Zwischen 1916 und 1919 war er zudem Bürgermeister der Stadt Paterson.
Bei den Kongresswahlen des Jahres 1918 wurde Radcliffe im siebten Wahlbezirk von New Jersey in das US-Repräsentantenhaus in Washington, D.C. gewählt, wo er am 4. März 1919 die Nachfolge von Dow H. Drukker antrat. Nach einer Wiederwahl konnte er bis zum 3. März 1923 zwei Legislaturperioden im Kongress absolvieren. 1920 wurde der 19. Verfassungszusatz ratifiziert, durch den das Frauenwahlrecht bundesweit eingeführt wurde. Im Jahr 1922 wurde Radcliffe nicht wiedergewählt.
Nach dem Ende seiner Zeit im US-Repräsentantenhaus arbeitete er wieder für die familieneigene Firma, deren Schatzmeister er wurde. Radcliffe war auch Gründer und Präsident der Franklin Trust Company in Paterson. In dieser Stadt wurde er Mitglied des Board of Standards and Appeals. Er starb am 29. Dezember 1950 in Baleville und wurde in Paterson beigesetzt.